# Stéphane Diagana
Stéphane Diagana (* 23. července 1969, Saint-Affrique, Aveyron) je bývalý francouzský atlet, mistr světa a mistr Evropy v běhu na 400 metrů překážek.
V roce 1992 reprezentoval na letních olympijských hrách v Barceloně, kde ve finále doběhl v čase 48,13 s na 4. místě. Čtvrtý skončil také o rok později na světovém šampionátu ve Stuttgartu.
Od 5. července 1995 je držitelem evropského rekordu, když v Lausanne zaběhl trať v čase 47,37 s.